# Finska stugorna i Jazdów

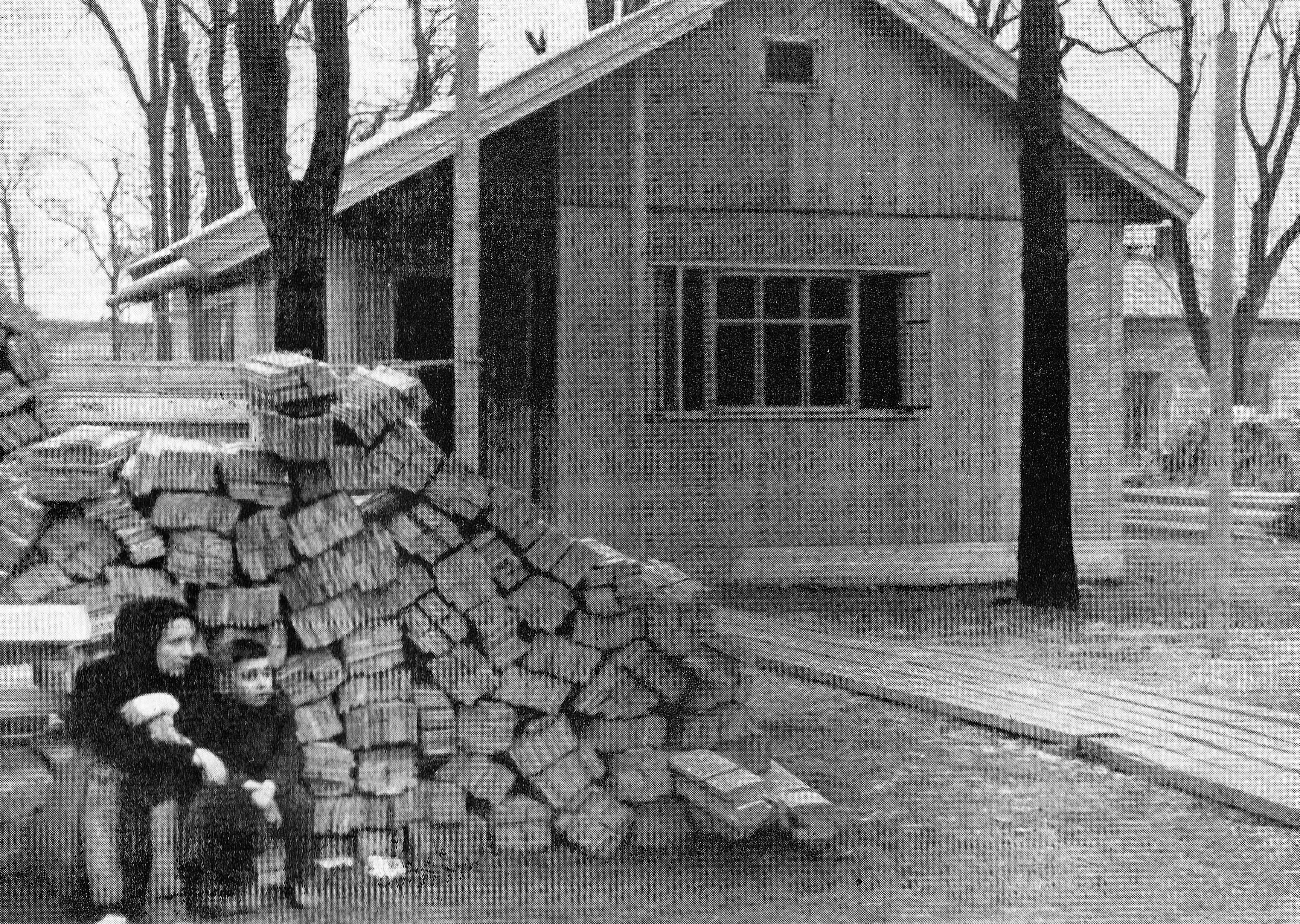
Byggande av stugorna i mars 1945

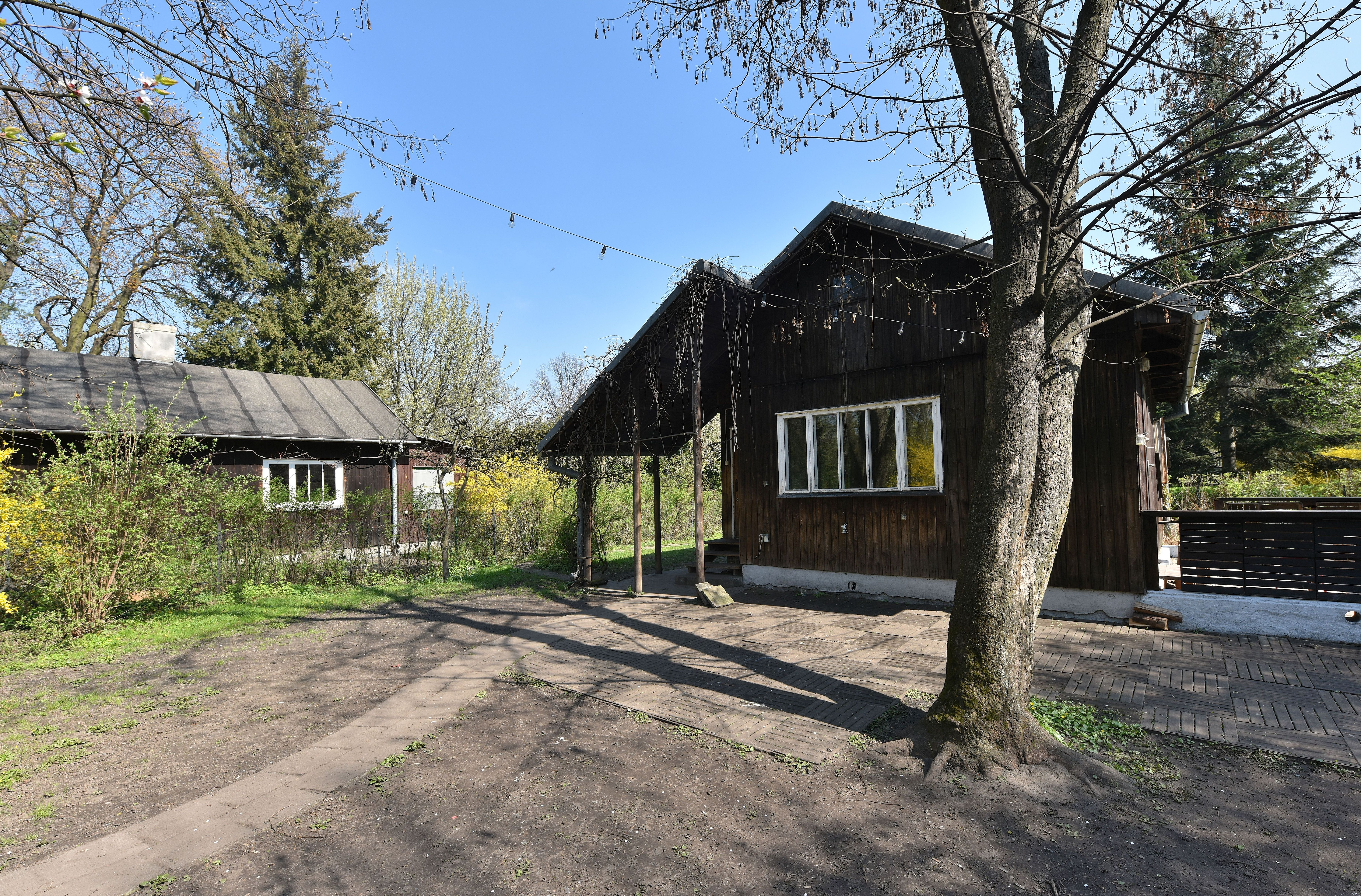
Stugor nära John Lennon-gatan

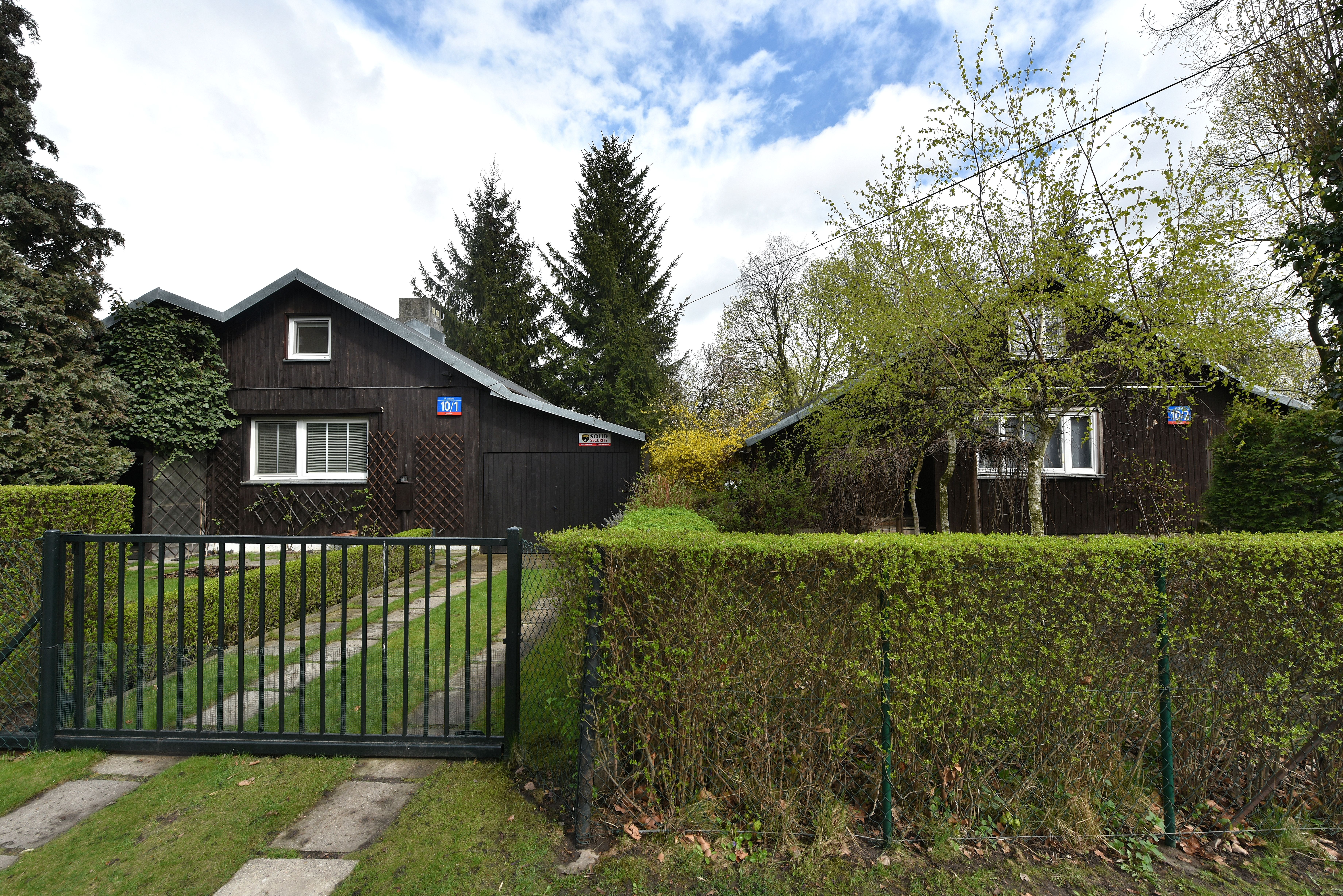
Stugor på Jazdówgatan

Finska stugorna i Jazdów eller Osiedle Jazdów är ett bostadsområde i Jazdów, Warszawa, Polen, med 25 envåningshus i trä byggda 1945 på baksidan av Ujazdów-parken.
De finska stugorna byggdes 1945 som tillfälliga bostäder för anställda vid huvudstadsrekonstruktionskontoret. De byggdes på Wisła-vallen, mellan Sejm-byggnaden och Ujazdów-parken, på platsen för det tidigare Ujazdów-sjukhuset.
De prefabricerade trähusen i Jazdów var en del av det krigsskadestånd som Finland fick betala till Sovjetunionen efter andra världskriget. Enligt det finsk-sovjetiska vapenstilleståndet som undertecknades i Moskva 1944 hade Finland att inom sex år erlägga krigsskadestånd i varor till ett värde av 300 miljoner i gulddollar till 1938 års priser. I mars 1945 fick Warszawa en gåva från Sovjetunionen på 407 Puutalo Oy-hus med 503 lägenheter och 1280 rum.
Trähusen i Jazdów är de enda av sitt slag i Warszawa som överlevt. Det byggdes 96 hus i Jazdów 1945. Under åren 1968–1974 revs flera hus för byggandet av Łazienkowska-vägen och för byggandet av den franska ambassaden vid Pięknagatan 1. Under åren 2005–2007 revs flera hus för att ge plats för den tyska ambassaden. År 2012 revs ytterligare fyra, idag finns det 25 hus kvar eftersom ett brann ner i december 2017. I april 2017 infördes de finska stugorna i Jazdów i Warszawas kommunala monumentregistret.

## Notabla invånare
- Maria Czubaszek, satiriker
- Jan Pietrzak, satiriker
- Barbara Wrzesińska, skådespelare
- Jonasz Kofta, poet, dramatiker och satiriker